# Nyergesújfalu
Nyergesújfalu é uma cidade da Hungria, situada no condado de Komárom-Esztergom. Tem 39,63 km² de área e sua população em 2019 foi estimada em 7.255 habitantes.